# Shane Meadows
Shane Meadows, född 26 december 1972 i Uttoxeter i Staffordshire, är en brittisk regissör. Meadows filmer ofta utspelar sig i en arbetarklassmiljö i den brittiska filmens socialrealistiska anda men ur en modern vinkel. Han fick sitt internationella genombrott med filmen This is England (2006). 
Shane Meadows gästade Stockholms filmfestival 2009 och visade då upp sin lågbudgetfilm Le Donk & Scor-zay-zee. Filmen gjordes under fem dagar, ett koncept som Meadows gillar och jämför med hur Dogme 95-filmer på liknande sätt sätter gränser för skapandet.[källa behövs]

## Filmografi
- 1996 – Where's the Money, Ronnie? (kortfilm)
- 1996 – Small Time
- 1997 – Twenty Four Seven
- 1999 – A Room for Romeo Brass
- 2002 – Once Upon a Time in the Midlands
- 2004 – Dead Man's Shoes
- 2004 – Northern Soul
- 2005 – The Stairwell
- 2006 – This Is England
- 2008 – Somers Town
- 2009 – Le Donk & Scor-zay-zee
- 2010 – This Is England '86 (TV-serie) (fyra avsnitt)
- 2011 – This Is England '88 (TV-serie) (tre avsnitt)
- 2015 – This Is England '90 (TV-serie) (fyra avsnitt)